# Bill Hewitt (cestista)
William Severlyn Hewitt, detto Bill (Cambridge, 8 agosto 1944), è un ex cestista statunitense, professionista nella NBA.

## Carriera
Venne selezionato dai Los Angeles Lakers al primo giro del Draft NBA 1968 (11ª scelta assoluta).

## Statistiche

### NBA

#### Regular Season
| Anno      | Squadra         | PG  | PT | MP   | TC%  | 3P% | TL%  | RP  | AP  | PRP | SP  | PP  |
| --------- | --------------- | --- | -- | ---- | ---- | --- | ---- | --- | --- | --- | --- | --- |
| 1968-1969 | L.A. Lakers     | 75  | -  | 19,4 | 45,3 | -   | 57,5 | 4,4 | 1,0 | -   | -   | 7,2 |
| 1969-1970 | L.A. Lakers     | 20  | -  | 23,9 | 28,4 | -   | 51,6 | 7,1 | 1,4 | -   | -   | 3,3 |
| 1969-1970 | Detroit Pistons | 45  | -  | 17,8 | 40,5 | -   | 60,3 | 4,7 | 0,8 | -   | -   | 4,6 |
| 1970-1971 | Detroit Pistons | 62  | -  | 27,8 | 46,7 | -   | 57,5 | 7,3 | 2,0 | -   | -   | 7,7 |
| 1971-1972 | Detroit Pistons | 68  | -  | 17,7 | 47,3 | -   | 50,0 | 5,4 | 1,0 | -   | -   | 4,5 |
| 1972-1973 | Buffalo Braves  | 73  | -  | 18,2 | 41,8 | -   | 55,4 | 5,0 | 1,5 | -   | -   | 4,7 |
| 1974-1975 | Chicago Bulls   | 18  | -  | 25,9 | 43,4 | -   | 60,9 | 6,4 | 1,3 | 0,5 | 0,6 | 7,0 |
| Carriera  | Carriera        | 361 | -  | 20,7 | 43,9 | -   | 56,1 | 5,5 | 1,3 | 0,5 | 0,6 | 5,7 |

#### Playoffs
| Anno     | Squadra     | PG | PT | MP   | TC%  | 3P% | TL%  | RP  | AP  | PRP | SP | PP  |
| -------- | ----------- | -- | -- | ---- | ---- | --- | ---- | --- | --- | --- | -- | --- |
| 1969     | L.A. Lakers | 15 | -  | 27,5 | 40,4 | -   | 62,1 | 5,2 | 1,1 | -   | -  | 9,3 |
| Carriera | Carriera    | 15 | -  | 27,5 | 40,4 | -   | 62,1 | 5,2 | 1,1 | -   | -  | 9,3 |

## Palmarès
- NBA All-Rookie First Team (1969)